# Wolfgang Neukirch

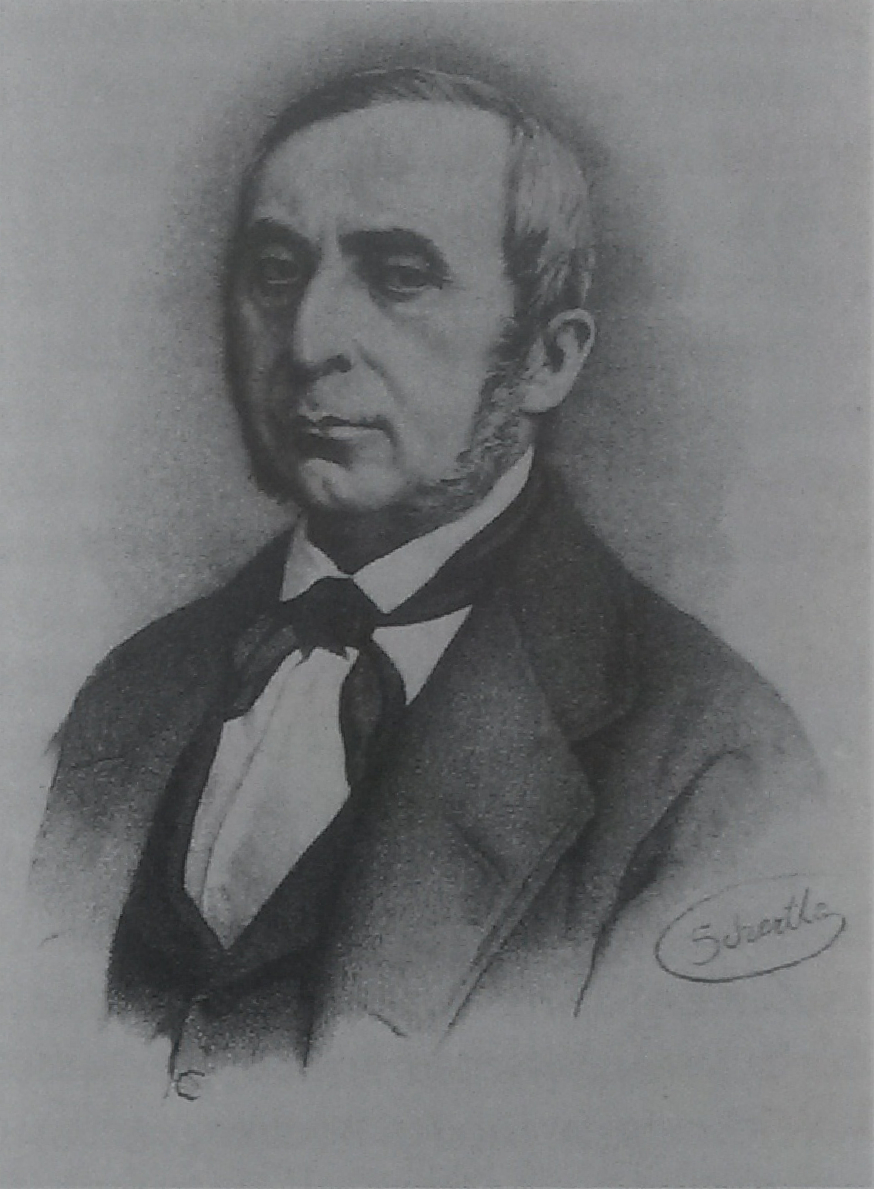
Wolfgang Neukirch

Wolfgang Neukirch (* 10. März 1815 in Frankfurt am Main; † 8. September 1877 in Frankfurt am Main) war ein Jurist und Politiker der Freien Stadt Frankfurt (DVP).
Wolfgang Neukirch studierte Rechtswissenschaften und wurde zum Dr. jur. promoviert. Er war Advokat und Notar in Frankfurt am Main. 1837 wurde in das Israelitische Bürgerrecht aufgenommen. Am 25. Oktober 1848 wurde er in die Constituierende Versammlung der Freien Stadt Frankfurt gewählt. 1857 wurde er zum Notar ernannt. 1858 bis 1866 gehörte er dem Gesetzgebenden Körper und 1865 bis 1866 der Ständigen Bürgerrepräsentation an. Nach dem Ende der Freien Stadt wurde er 1872 für den Demokratischen Wahlverein in die Stadtverordnetenversammlung von Frankfurt am Main gewählt. Er war 1873 bis zu seinem Tod 1877 als Nachfolger von Adolph Prior Vorsitzender der Stadtverordnetenversammlung. Auch wenn er mit seiner überaus pedantischen Art die Dauer der Stadtverordnetensitzungen oft verlängerte, wurde er drei Mal wiedergewählt.